# Шампи
Шампи́ (фр. и окс. Champis) — коммуна во Франции, находится в регионе Рона — Альпы. Департамент коммуны — Ардеш. Входит в состав кантона Сен-Пере. Округ коммуны — Турнон-сюр-Рон.
Код INSEE коммуны — 07052.

## Население
Население коммуны на 2008 год составляло 567 человек.
| 1962 | 1968 | 1975 | 1982 | 1990 | 1999 | 2008 |
| ---- | ---- | ---- | ---- | ---- | ---- | ---- |
| 425  | 488  | 420  | 332  | 407  | 442  | 567  |

## Экономика
В 2007 году среди 366 человек в трудоспособном возрасте (15—64 лет) 255 были экономически активными, 111 — неактивными (показатель активности — 69,7 %, в 1999 году было 70,9 %). Из 255 активных работали 231 человек (130 мужчин и 101 женщина), безработных было 24 (11 мужчин и 13 женщин). Среди 111 неактивных 41 человек были учениками или студентами, 24 — пенсионерами, 46 были неактивными по другим причинам.

## Фотогалерея

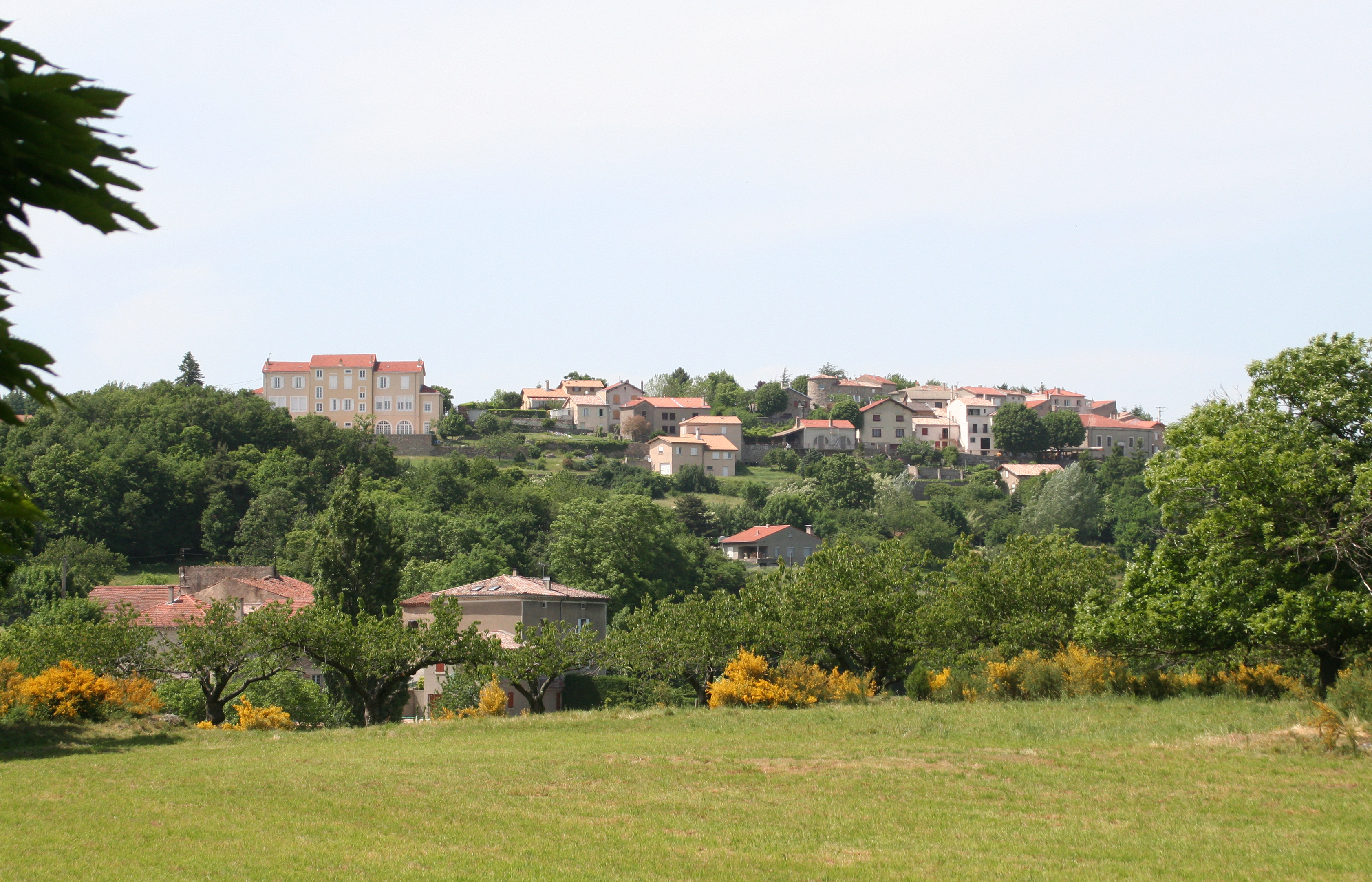
Шампи
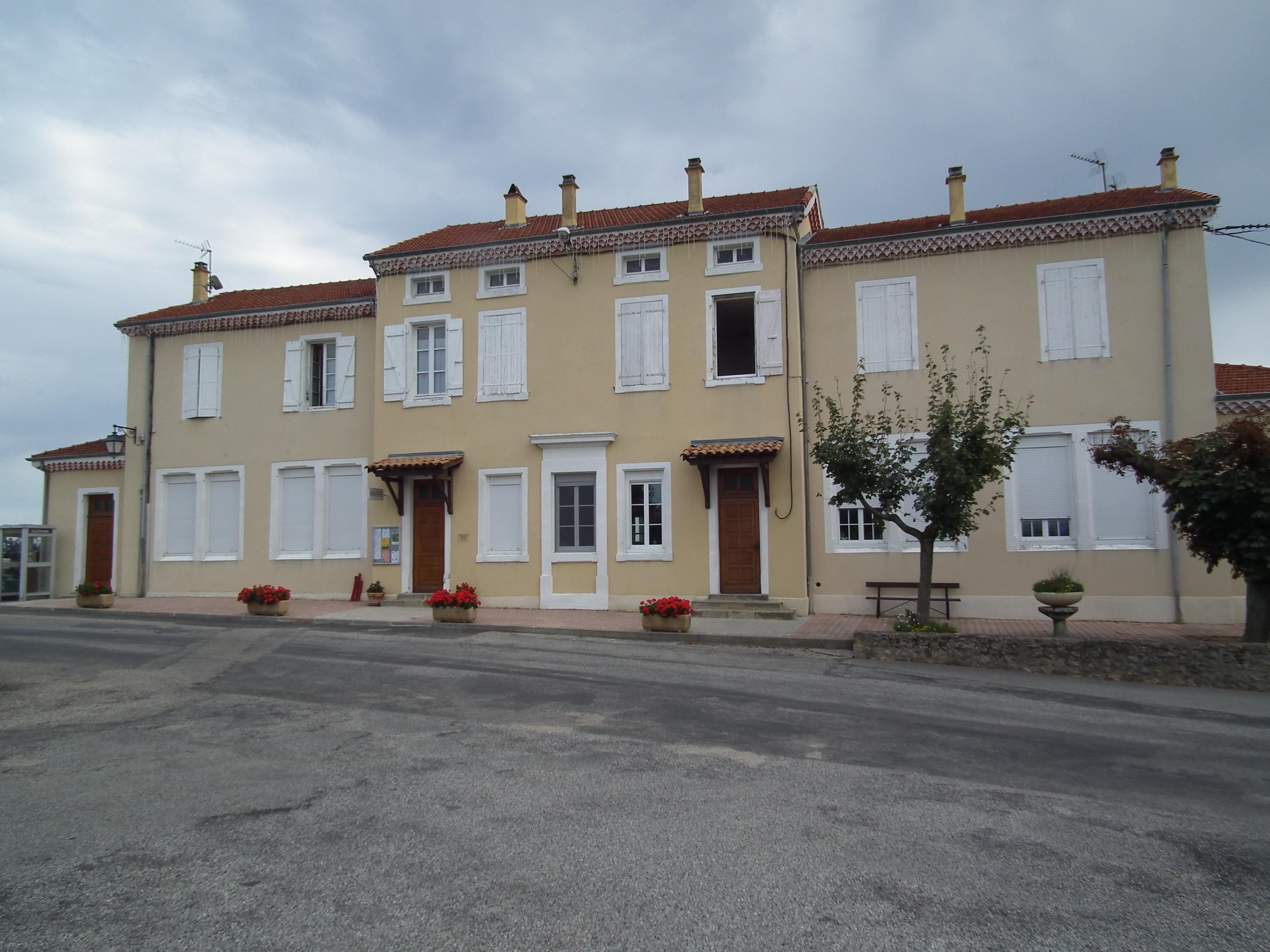
Мэрия
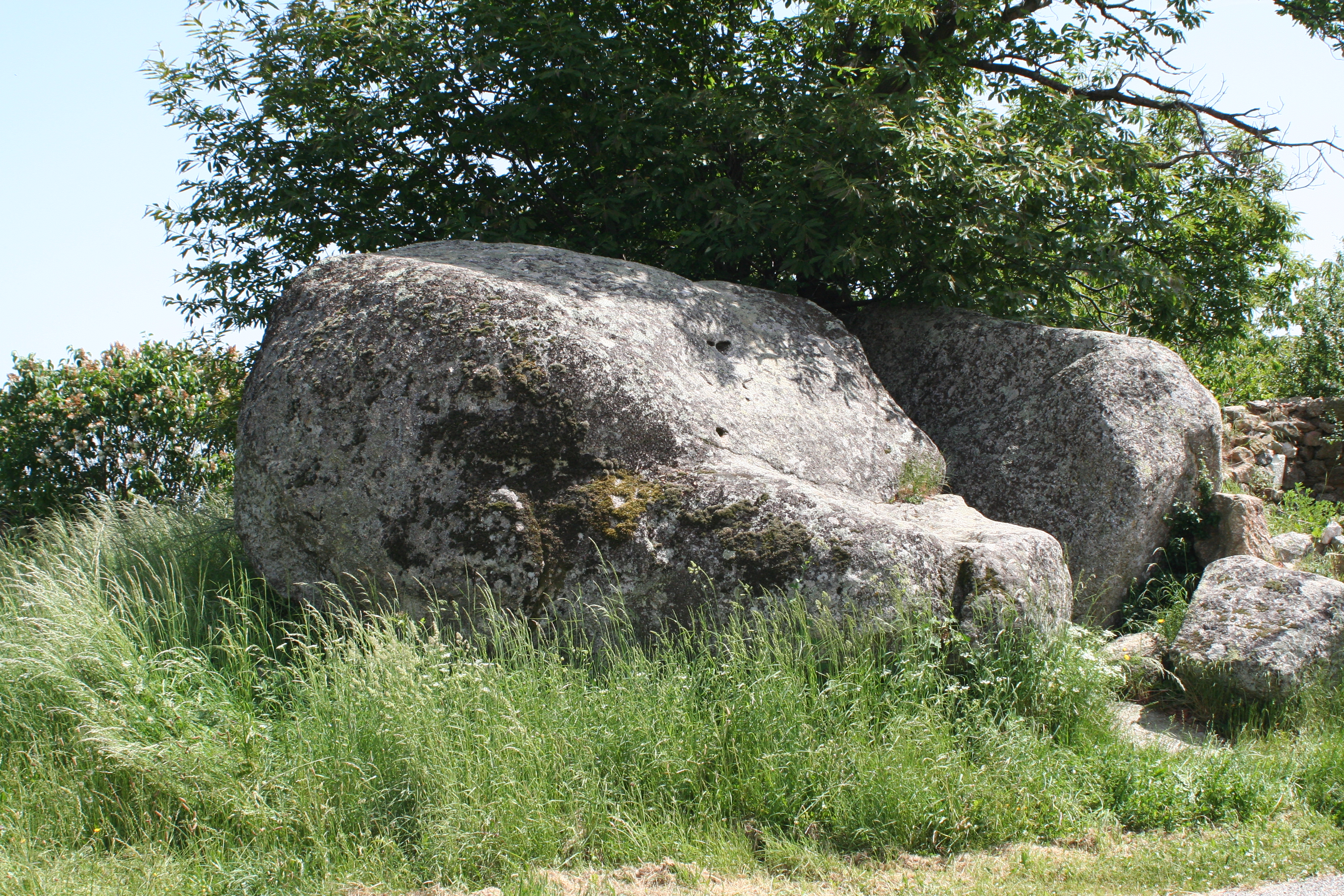
Мегалиты
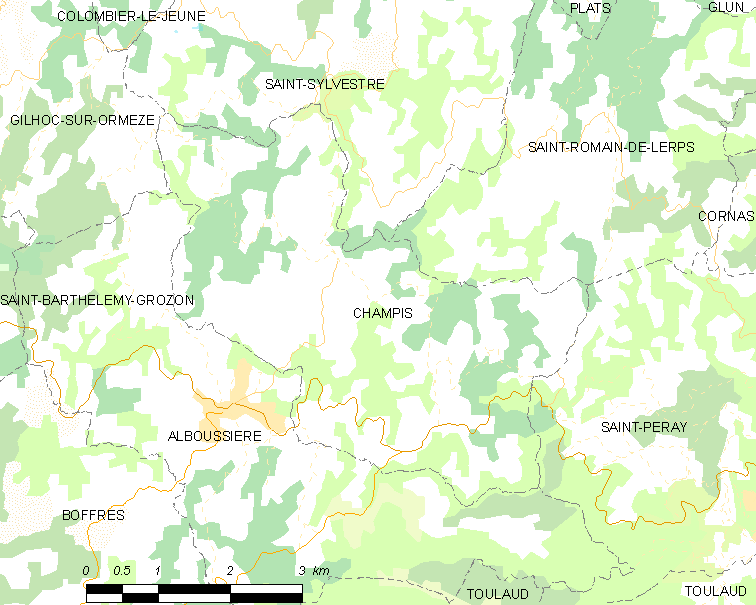
Карта коммуны